# Spasskaja
Spasskaja (Russisch: Спа́сская) is het nieuwste station (2009) op de Pravoberezjnaja-lijn. Het is het eerste metrostation van Sint-Petersburg dat verbonden is met twee andere stations (Sadovaja en Sennaja plosjtsjad). Het station zou volgens schema openen in december 2008, maar dit is wegens problemen met de roltrappen uitgesteld tot 7 maart 2009. Het station heeft op dit moment geen eigen vestibule en is te bereiken via de andere twee stations.
Binnen afzienbare tijd zal er een nieuw metrostation (Teatralnaja) ten westen van Spasskaja worden geopend. Hierdoor zijn er regelmatig werkzaamheden in dit station.
Het station is vernoemd naar de Verlosserkerk die tot 1961 op het Sennajaplein heeft gestaan.

(Gornyj Institoet) · 
(Teatralnaja) · 
Spasskaja   · 
Dostojevskaja  · 
Ligovski prospekt · 
Plosjtsjad Aleksandra Nevskogo 2  · 
Novotsjerkasskaja · 
Ladozjskaja  · 
Prospekt Bolsjevikov · 
Oelitsa Dybenko · 
(Koedrovo)